# Dendropsophus gryllatus
Dendropsophus gryllatus é uma espécie de anfíbio da família Hylidae.
É endémica do Equador.
Os seus habitats naturais são: florestas subtropicais ou tropicais húmidas de baixa altitude, marismas de água doce e plantações .
Está ameaçada por perda de habitat.